# Błażej Śliwiński
Błażej Śliwiński (* 25. Juni 1954 in Danzig, Volksrepublik Polen) ist ein polnischer Historiker und Professor in Danzig.

## Leben und Wirken
Błażej Śliwiński besuchte verschiedene Schulen in Danzig bis 1974. Danach studierte er Geschichte an der Universität Danzig bis 1977.
Seit diesem Jahr war er Assistent am Historischen Institut der Universität, 1979/80 für ein Hochschuljahr in Toruń, danach wieder in Danzig. 1982 promovierte er und 1988 habilitierte er sich. Seit 1989 war Błażej Śliwiński als Dozent an der Universität tätig, seit 1992 als Professor. Ab 1993 lehrte er außerdem an weiteren Hochschulen in Słupsk, Koszalin und Danzig. 
2019 ging er in den Ruhestand.
Błażej Śliwiński war Mitglied in mehreren wissenschaftlichen Kommissionen und weiteren akademischen und regionalen Gremien. 1999 erhielt er das Verdienstkreuz der Republik Polen in Gold. 
Błażej Śliwiński veröffentlichte zahlreiche Schriften zur westpreußischen Geschichte, besonders aus dem Mittelalter. Er war der Hauptherausgeber der Encyklopedia Gdańska und Mitglied im Herausgeberkollegium des Polski Słownik Biograficzny.